# Hornellia occidentalis
Hornellia occidentalis är en kräftdjursart som först beskrevs av J. L. Barnard 1959.  Hornellia occidentalis ingår i släktet Hornellia och familjen Melphidippidae. Inga underarter finns listade i Catalogue of Life.